# سرفيل
السرفيل أو السرفيل الأنطرسكي (الاسم العلمي: Anthriscus) هو جنس من النباتات يتبع الفصيلة الخيمية من رتبة الخيميات.

## أجناس قريبة
- السقندس (الاسم العلمي:Scandix)
- السرفيل المفرح (الاسم العلمي:Chaerophyllum)
- السرفيل المروح (الاسم العلمي:Osmorhiza)
- السرفيل المنفوخ (الاسم العلمي:Physocaulis)
- السرفيل المخطط (الاسم العلمي:Grammosciadium)
- الكراسنوفية (الاسم العلمي:Krasnovia)
- المرس (الاسم العلمي:Myrrhis)